# Virginie Faivre
Virginie Faivre (ur. 6 września 1982 r. w Lozannie) – szwajcarska narciarka dowolna specjalizująca się w half-pipie. Jej największymi sukcesami są złote medale wywalczone na mistrzostwach świata w Inawashiro 2009, Voss 2013 i Kreischbergu 2015. Najlepsze wyniki w Pucharze Świata osiągnęła w sezonie 2012/2013, kiedy to zajęła drugie miejsce w klasyfikacji generalnej, a w klasyfikacji halfpipe’a triumfowała. W sezonach 2007/2008 i 2008/2009 również zwyciężała w klasyfikacji half-pipe’a. W 2014 roku brała udział w igrzyskach olimpijskich w Soczi, gdzie zajęła czwarte miejsce. Walkę o podium przegrała tam z Japonką Ayaną Onozuką.

## Osiągnięcia

### Igrzyska olimpijskie
| Miejsce | Dzień     | Rok  | Miejscowość | Konkurencja | Zwycięzca     |
| ------- | --------- | ---- | ----------- | ----------- | ------------- |
| 4.      | 20 lutego | 2014 | Soczi       | Halfpipe    | Maddie Bowman |

### Mistrzostwa świata
| Miejsce | Dzień       | Rok  | Miejscowość | Konkurencja | Zwycięzca           |
| ------- | ----------- | ---- | ----------- | ----------- | ------------------- |
| 4.      | 17 marca    | 2005 | Ruka        | Halfpipe    | Sarah Burke         |
| 1.      | 5 marca     | 2009 | Inawashiro  | Halfpipe    | -                   |
| DNS     | 5 lutego    | 2011 | Deer Valley | Halfpipe    | Rosalind Groenewoud |
| 1.      | 5 marca     | 2013 | Voss        | Halfpipe    | -                   |
| 1.      | 22 stycznia | 2015 | Kreischberg | Halfpipe    | -                   |

### Puchar Świata

#### Miejsca w klasyfikacji generalnej
- sezon 2002/2003: 5.
- sezon 2003/2004: 3.
- sezon 2007/2008: 73.
- sezon 2008/2009: 10.
- sezon 2010/2011: 18.
- sezon 2011/2012: 69.
- sezon 2012/2013: 2.
- sezon 2013/2014: 76.
- sezon 2014/2015: 101.
- sezon 2015/2016: 127.

#### Miejsca na podium w zawodach
1. Saas-Fee – 22 listopada 2003 (Halfpipe) – 2. miejsce
2. Les Contamines – 8 marca 2004 (Halfpipe) – 2. miejsce
3. Bardonecchia – 13 marca 2004 (Halfpipe) – 2. miejsce
4. Les Contamines – 11 stycznia 2009 (Halfpipe) – 1. miejsce
5. La Plagne – 19 marca 2009 (Halfpipe) – 2. miejsce
6. Kreischberg – 21 stycznia 2011 (Halfpipe) – 2. miejsce
7. La Plagne – 20 marca 2011 (Halfpipe) – 3. miejsce
8. Copper Mountain – 9 grudnia 2011 (Halfpipe) – 3. miejsce
9. Park City – 2 lutego 2013 (Halfpipe) – 3. miejsce
10. Soczi – 16 lutego 2013 (Halfpipe) – 1. miejsce
11. Sierra Nevada – 25 marca 2013 (Halfpipe) – 2. miejsce
12. Calgary – 3 stycznia 2014 (Halfpipe) – 2. miejsce

- W sumie (2 zwycięstwa, 7 drugich i 3 trzecie miejsca).